# Fliseryd
Fliseryd – miejscowość (tätort) w Szwecji, w regionie administracyjnym (län) Kalmar, w gminie Mönsterås.
Według danych Szwedzkiego Urzędu Statystycznego liczba ludności wyniosła: 716 (31 grudnia 2015), 752 (31 grudnia 2018) i 729 (31 grudnia 2019).